# Theodor Real
Theodor Real (* 20. Februar 1881 in Schwyz; † 17. August 1971 in Fonsorbes, heimatberechtigt in Schwyz) war ein Schweizer Flugpionier und Generalstabsoffizier.

## Biografie
Real erlangte am Eidgenössischen Polytechnikum Zürich das Diplom zum Maschineningenieur. Er war von 1906 bis 1914 als Instruktionsoffizier bei der Kavallerie tätig.
Er besuchte die Flugschule von August Euler in Darmstadt und erhielt im Jahre 1911 das Schweizer Flugbrevet. Den ersten registrierten Flug vom Ausland in die Schweiz führte er von Darmstadt nach Basel durch. Er wurde 1912 Mitglied der Aviatik-Kommission und war beim Aufbau der Schweizer Fliegertruppe von 1914 bis 1916 massgeblich beteiligt. Er war dann auch deren erster Kommandant, trat aber später aufgrund von Kreditverweigerungen durch den Bundesrat zurück.
Von 1916 bis 1922 arbeitete er dann als Personalchef bei der Firma Bally AG in Schönenwerd und war ab dem Jahre 1923 Gutsbesitzer in Südfrankreich.
Theodor Real war von 1915 bis 1922 Generalstabsoffizier und wurde im Jahre 1923 zum Oberstleutnant befördert. Zu Ehren von Real tragen die Kasernen in Dübendorf seinen Namen (Theodor-Real-Kasernen).